# Filadélfia (Bahia)
Filadélfia è un comune del Brasile nello Stato di Bahia, parte della mesoregione del Centro-Norte Baiano e della microregione di Senhor do Bonfim.